# Úmluva o rukojmích
Úmluva o rukojmích (formálně Mezinárodní úmluva proti braní rukojmích) je smlouva Organizace spojených národů, kterou státy souhlasí se zákazem a trestáním braní rukojmích. Smlouva obsahuje definice „rukojmí“ a „braní rukojmí“ a stanovuje zásadu aut dedere aut judicare: strana smlouvy musí stíhat toho, kdo bere rukojmí, pokud žádný jiný stát nepožádá o extradici ke stíhání za stejný zločin.

## Vznik a vstup v platnost
Vznik smlouvy proti braní rukojmích byl iniciovaný Spolkovou republikou Německo v roce 1976. Úmluva byla přijata dne 17. prosince 1979 vydáním rezoluce 34/1461 Valným shromážděním OSN. Do konce roku 1980 ji podepsalo 39 států a v platnost vstoupila 3. června 1983 poté, co ji ratifikovalo 22 států. K červenci 2022 má úmluva 176 smluvních stran.

## Smluvní strany
Úmluva má 176 smluvních stran, což zahrnuje 175 členů OSN plus Niue. Mezi 19 členských států OSN, které nejsou smluvními stranami, patří:
- Angola
- Burundi
- Eritrea
- Gambie
- Indonésie
- Izrael
- Jižní Súdán
- Konžská demokratická republika
- Konžská republika
- Maledivy
- Samoa
- Somálsko
- Sýrie
- Šalomounovy ostrovy
- Tuvalu
- Vanuatu
- Východní Timor
- Zimbabwe

Z těchto 19 států úmluvu podepsaly, ale neratifikovaly Konžská demokratická republika a Izrael.